# Horizon Line
Horizon Line är en svensk thrillerfilm (med engelsktalande skådespelare) från 2020 i regi av Mikael Marcimain. I huvudrollerna syns Alexander Dreymon, Allison Williams och Keith David. Filmen handlar om ett före detta kärlekspar, som tillsammans blir tvungna att flyga ett skadat flygplan över den indiska oceanen, detta efter att dess pilot har drabbats av en hjärtattack och dött.
Filmen hade biopremiär i Sverige den 6 november 2020, utgiven av SF Studios. Den släpptes senare i USA på video on demand den 12 januari 2021, där utgivaren var STXfilms.

## Handling
Ett före detta kärlekspar återses efter flera år i samband med en god väns bröllop. När de ska åka med ett litet flygplan till bröllopet på en tropisk ö i Indiska oceanen, drabbas deras pilot av en hjärtattack och dör. Ensamma och vilsna ovanför havet tvingas de flyga det skadade planet och hitta land innan bränslet tar slut.

## Rollista (i urval)
- Alexander Dreymon – Jackson Davisen
- Allison Williams – Sara Johnson
- Keith David – Freddy Wyman